# Crocidium karooanum
Crocidium karooanum är en tvåvingeart som beskrevs av Hesse 1938. Crocidium karooanum ingår i släktet Crocidium och familjen svävflugor. Inga underarter finns listade i Catalogue of Life.